# Lemma von McShane
Das Lemma von McShane, englisch McShane’s lemma, ist ein Lehrsatz, welcher zwischen den mathematischen Teilgebieten der Allgemeinen Topologie und der Funktionalanalysis angesiedelt ist. Das Lemma geht auf den US-amerikanischen Mathematiker Edward James McShane zurück und behandelt die Frage der Fortsetzung lipschitzstetiger reellwertiger Funktionen auf Teilräumen metrischer Räume.

## Formulierung des Lemmas
Das Lemma besagt Folgendes:
Sei {\displaystyle X}  ein metrischer Raum, sei {\displaystyle A\subseteq X} ein darin gelegener Teilraum und sei 
{\displaystyle f\colon A\rightarrow \mathbb {R} }
eine lipschitzstetige reellwertige  Funktion auf {\displaystyle A} mit der Lipschitzkonstanten {\displaystyle L>0}.
Dann gilt:
{\displaystyle f} hat eine lipschitzstetige Fortsetzung
{\displaystyle F\colon X\rightarrow \mathbb {R} }
mit derselben Lipschitzkonstanten {\displaystyle L} .

## Verwandter Satz
Ein verwandter Satz ist der Satz von Kirszbraun, der die gleiche Fragestellung im Rahmen der euklidischen (bzw. Hilberträume) behandelt und dabei zu dem gleichen Ergebnis kommt, wenn auch unter anderen Voraussetzungen. Keines der beiden Resultate schließt das jeweils andere direkt in sich ein. Allerdings überschneiden sie sich für den Fall, dass {\displaystyle X} ein {\displaystyle \mathbb {R} ^{n}\;(n\in \mathbb {N} )} (oder ein Hilbertraum) ist und hier eine Teilmenge  {\displaystyle A\subseteq X} und eine lipschitzstetige Abbildung {\displaystyle f\colon A\rightarrow \mathbb {R} ^{m}} mit {\displaystyle m=1} zugrunde gelegt werden.